# Тияс (аэродром)
Эт-Тияс (араб. قاعدة طياس الجوية الملقب مطار التيفور‎) — аэродром сирийских ВВС, расположенный в 4 км на юго-запад от одноимённого населённого пункта Тияс провинции Хомс в Сирии, между городами Хомс и Пальмира.

## Наименования аэродрома
В различных источниках встречаются различные наименования аэродрома, что связано как с исторически сложившимися, так и с точностью перевода с арабского языка: Тияс; Тьяс; Эт-Тияс; Тифор.

## История
Аэродром Эт-Тияс является крупнейшей военной авиабазой Сирии, расположенная в стратегически важном районе, в непосредственной близости к дороге на Пальмиру и основных газовых месторождений, которые снабжают газом основные ТЭС Сирии.
В Сирии её называют Тифор (Т4, англ. Tee Four). В 1930-х годах на этом месте Иракской нефтяной компанией была построена четвёртая насосная станция нефтепровода Хадита — Триполи, транспортировшего нефть с Киркукского месторождения к Средиземному морю. Она получила название «T4» по первой букве пункта назначения и порядковому номеру. Во время Шестидневной войны насосную станцию взорвали.
В своё время на этом аэродроме базировалась авиабригада на самолётах Су-7Б. Весной 1973 года на аэродром посадили группу РЭБ из трёх самолётов Ан-12. Летом 1973 года на авиабазу поставили 15 самолётов Су-20. В семидесятые годы база Т4 наряду с авиабазами Меззе и Дмейер считалась одной из самых благоустроенных.

### Современное состояние
На базе расположены следующие подразделения:
| 827-я авиационная эскадрилья | 819-я авиационная эскадрилья | 1-я авиационная эскадрилья | 5-я авиационная эскадрилья |
| ---------------------------- | ---------------------------- | -------------------------- | -------------------------- |
| Су-22М4 и Су-22МК3           | Су-24MK                      | МиГ-25ПД                   | МиГ-25РБ                   |

## Гражданская война в Сирии
28 ноября 2012 года у населённого пункта Дарет-Аза ракетой ПЗРК «Игла» сбит самолёт Су-24МК 70-й бригады ВВС Сирии с авиабазы Тифор, выполнявший боевое задание по атаке целей в районе населённого пункта Терманин. Командир экипажа полковник Зияд Али Дауд. Известно, что один из членов экипажа был взят в плен и доставлен в госпиталь с тяжелейшими травмами, полученными из-за позднего катапультирования.
17 сентября 2015 года в ходе нанесения бомбового удара по позициям противника в районе н.п. Джазаль провинции Хомс потерян истребитель-бомбардировщик Су-22М4 827-й аэ 70-й бригады ВВС Сирии авиабазы Тифор. Лётчик полковник Мохаммад аль-Хуссейн погиб. Причина потери не известна.
3 ноября 2015 года представитель Пентагона заявил, что по их данным пять российских вертолётов Ми-24 ВКС России было переброшено на базу Тияс (Т4).

## Военная операция ВВС ВКС России в Сирии
Авиабаза используется Авиационной группой ВВС ВКС России в Сирии, базирующейся на аэродроме Хмеймим, как аэродром подскока при проведении Военной операции России в Сирии с начала октября 2015 года. В октябре 2016 года на авиабазе Т-4 была построена новая взлётно-посадочная полоса.

### Атака Исламского государства
По данным американской компании «Stratfor» в конце мая 2016 года база серьёзно пострадала. На спутниковой съёмке базы, предоставленной «Stratfor» в распоряжение «Би-би-си», видны обгоревшие остовы стоящие в ряд на взлётной полосе и руины здания, располагавшегося на территории базы. Эксперты «Stratfor» утверждают, что на взлётной полосе видны остовы вертолётов Ми-24 (именно российских, а не сирийских, также располагавшихся на этой базе ранее), а здание раньше было складом, с которого велось снабжение. Причина происшедшего как и время, точно неизвестны. Эксперты «Stratfor» предполагают что возможной причиной явился огневой налёт группировки «Исламское государство» (ИГ впоследствии выпустила соответствующее заявление), также сообщалось о некоем пожаре. Российское военное ведомство возможные потери не подтвердило.

## Атака Израиля
10 февраля 2018 года утром ВВС Израиля сбили иранский беспилотник, вторгшийся в воздушное пространство Израиля. После этого самолёты ВВС Армии обороны Израиля (ЦАХАЛ) нанесли удар по иранскому центру управления полётами беспилотников, расположенному на базе T4. В ответ ракетный комплекс С-200 поразил израильский истребитель F-16 уже над территорией Израиля, лётчики безопасно катапультировались.

## Массированный ракетный удар Израиля
9 апреля 2018 года по авиабазе, двумя израильскими самолётами F-15, с территории Ливана был нанесён удар восемью ракетами, при отражении которого были сбиты 5 ракет. Три ракеты упали в западной части аэродрома.